# Carmelo Morales
Pour les articles homonymes, voir Morales.
Carmelo Morales Erostarbe (né le 4 décembre 1930 à Balmaseda et mort le 28 avril 2003 à Castro Urdiales,) est un coureur cycliste espagnol. Professionnel de 1955 à 1963, il a notamment remporté une étape du Tour d'Espagne.
Ses frères Roberto, Jesús et Julio ont aux aussi été coureurs cyclistes. 

## Palmarès
- 1950
  - 2e du Tour de Bilbao

- 1951[3]
  - GP Llodio
  - 1re et 4e (contre-la-montre) étapes du GP Ayutamiento de Bilbao
  - Tour de Palencia :
    - Classement général
    - 2e étape

- 1952
  - 3e du GP Llodio
  - 3e du Tour de Bilbao[3]

- 1953
  - 4ec étape du Tour de Catalogne
  - 2e de la Prueba Lazkao[3]

- 1954[3]
  - Vuelta al Valle de Léniz
  - 2e du GP Llodio
  - 3e de l'Antzuola Saria

- 1955[3]
  - Champion du Pays basque (Prueba Loinaz)[3]
  - Prueba Pentecostes
  - 9e étape du Tour de Galice
  - GP Ayutamiento de Bilbao
  - 2e de la Vuelta al Baztan
  - 2e du Tour de Galice
  - 3e de la Klasika Primavera
  - 3e du GP Ondarroa

- 1956[3]
  -  Champion d'Espagne de course de côte
  -  Champion d'Espagne des régions
  - Circuito Montañés :
    - Classement général
    - 1re et 2e étapes

  - GP Burgos :
    - Classement général
    - 1re étape

  - GP Lekeitio :
    - Classement général
    - 1re et 2e étapes

  - 2e de la Klasika Primavera
  - 3e de la Clásica a los Puertos
  - 3e du Circuito del Sardinero
  - 3e du GP Sniace

- 1957
  - 2e étape du Tour d'Espagne
  - 3e étape du Circuito Montañés
  - GP Portugalete
  - GP Sniace
  - 2e de la Subida a Arrate
  - 2e de la Klasika Primavera
  - 2e du Campeonato Vasco-Navarro de Montaña
  - 2e du Tour du Maroc
  - 3e du Gran Premio de la Bicicleta Eibarresa

- 1958[3]
  - Trophée Iberduero
  - Prueba Pentecostes
  - GP Santa Teresa :
    - Classement général
    - 2e et 3e étapes

  - 2e du Circuito Montañés
  - 3e du GP Vizcaya

- 1959
  - 2e du GP Pascuas
  - 2e de la Klasika Primavera
  - 2e de la Prueba Pentecostes
  - 3e de la Subida a Arrate

- 1960
  - Klasika Primavera
  - Prueba Loinaz
  - 3e du Gran Premio de la Bicicleta Eibarresa

- 1961
  - Trophée Iberduero
  - Circuito Montañés :
    - Classement général
    - 4e et 5e (contre-la-montre) étapes[3]

  - 1re étape du Tour du Portugal (contre-la-montre par équipes)
  - 9e du Tour d'Espagne

## Résultats sur les grands tours

### Tour de France
7 participations
- 1955 : hors délais (10e étape)
- 1956 : 77e
- 1957 : 54e
- 1958 : abandon (13e étape)
- 1959 : 43e
- 1960 : 20e
- 1961 : hors délais (2e étape)

### Tour d'Espagne
8 participations
- 1955 : 12e
- 1956 : 14e
- 1957 : 16e, vainqueur de la 2e étape, 2e du classement de la montagne,  maillot jaune pendant un jour
- 1958 : non-partant (15e étape)
- 1959 : abandon (10e étape)
- 1960 : 15e
- 1961 : 9e
- 1962 : abandon (7e étape)